# Тунебо
Туне́бо (ісп. tunebo, самоназва - U'wa) — індіанська етнічна група в Колумбії.
Проживають на території департаментів Норте-де-Сантандер, Сантандер, Бояка, Араука.
Мова належить до сім'ї чибча.
Предки тунебо брали участь в утворенні високої культури чибча-муїсків.
Племінна організація сучасних тунебо втрачена. Населення майже повністю асимільовані іспаномовними колумбійцями.
Більшість тунебо — селяни. Займаються землеробством. Основні сільськогосподарські культури — ячмінь, пшениця та картопля.